# Fuzil Murata
O fuzil Murata (em japonês:  村田銃, transl. Murata jū) era um fuzil de tiro único que foi o primeiro fuzil de serviço japonês produzido localmente, adotado em 1880 como o fuzil Meiji Tipo 13 Murata. O 13 se referia à data de adoção, o ano 13 na era Meiji de acordo com o calendário japonês.

## Desenvolvimento

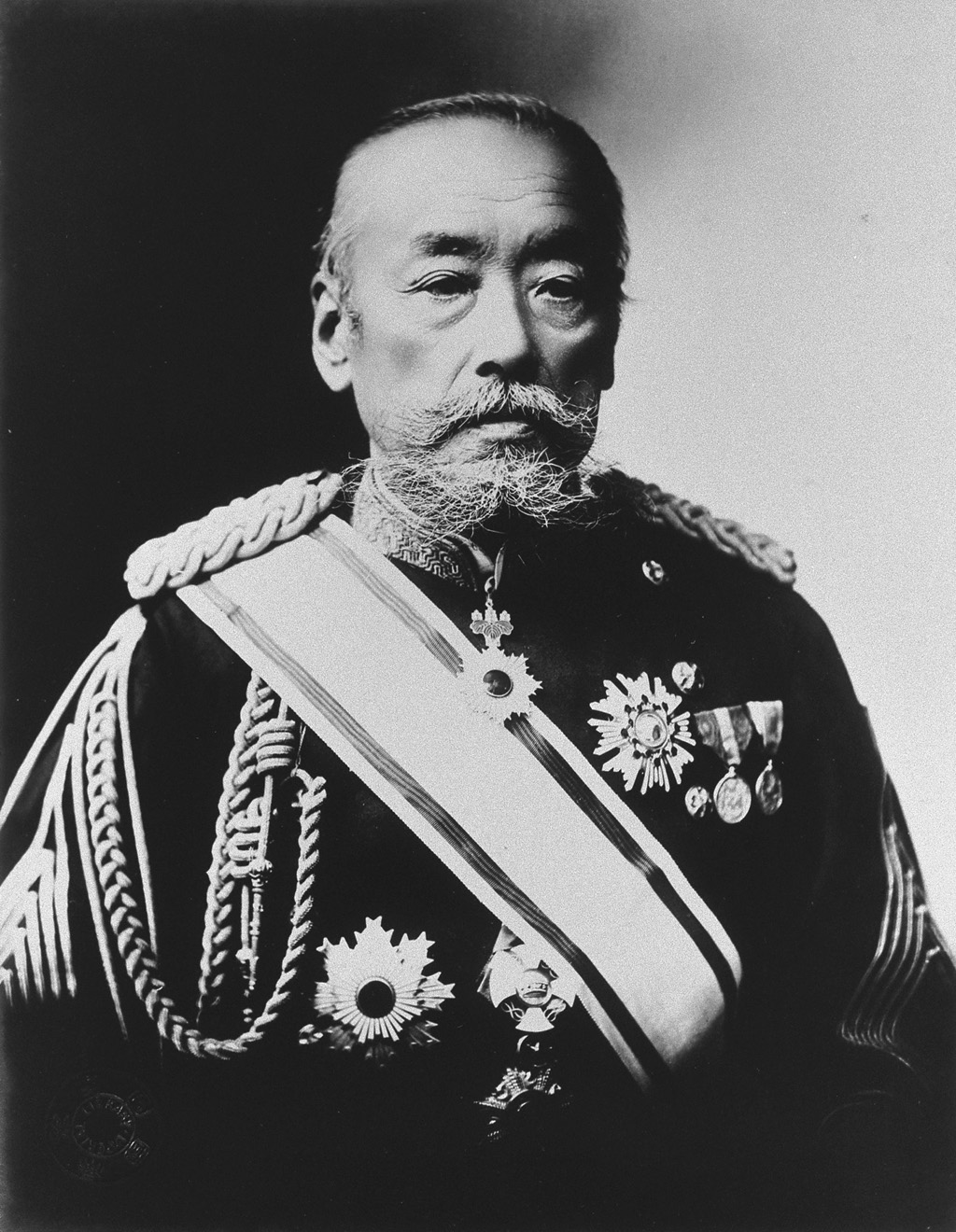
Murata Tsuneyoshi, o inventor do fuzil Murata.

O desenvolvimento da arma foi demorado, pois envolveu o estabelecimento de uma estrutura industrial adequada para apoiá-la. Antes de produzir armas locais, o antigo Exército Imperial do Japão dependia de várias importações desde a época da Guerra Boshin, e especialmente do francês Chassepot, do britânico Snider-Enfield e do rifle de repetição americano Spencer. Isto aconteceu cerca de 300 anos depois de o Japão ter desenvolvido as suas primeiras armas, derivadas de projetos de fecho de mecha portugueses, as Tanegashima ou Nanban.
A experiência de combate da Guerra Boshin enfatizou a necessidade de um projeto padronizado, e o Exército Japonês ficou impressionado com o projeto do cartucho metálico do fuzil francês Gras. O projeto foi inventado pelo Major Murata Tsuneyoshi, um major de infantaria do Exército Imperial Japonês que sobreviveu à Guerra Boshin e posteriormente viajou para a Europa. Adotado no décimo terceiro ano de reinado do imperador Meiji, o fuzil foi designado como modelo 13 e entrou em produção como o fuzil de ferrolho de tiro único Tipo 13 de 11 milímetros em 1880. O cartucho original do Murata de 11 milímetros usava uma espoleta do tipo Boxer de aproximadamente 6 milímetros.
Melhorias superficiais, como componentes, reténs de baioneta e configurações menores levaram à redesignação do Tipo 13 para o fuzil Tipo 18 em 1885. Outras modificações no mesmo ano envolvendo carregadores tubulares e tipo cofre levaram ao fuzil Tipo 22, que usava um carregador tubular e foi reduzido para calibre 8mm. O Tipo 22 foi o primeiro fuzil militar japonês a utilizar pólvora sem fumaça e entrou no serviço militar em 1889.
O fuzil Murata era preciso e mecanicamente confiável, e era conhecido por funcionar bem em climas frios. No entanto, sofria de aço relativamente macio e de qualidade medíocre. O conjunto do ferrolho, em particular, apresentava uma série de falhas de projeto que exigiam manutenção frequente. Foi descrito desfavoravelmente como um "Beaumont de pobre".
Três modelos de baionetas foram produzidos para os fuzis: as Tipo 13 e Tipo 18 que eram usadas com as variantes de tiro único e a Tipo 22 que era compatível com as variantes de repetição.

## História de combate

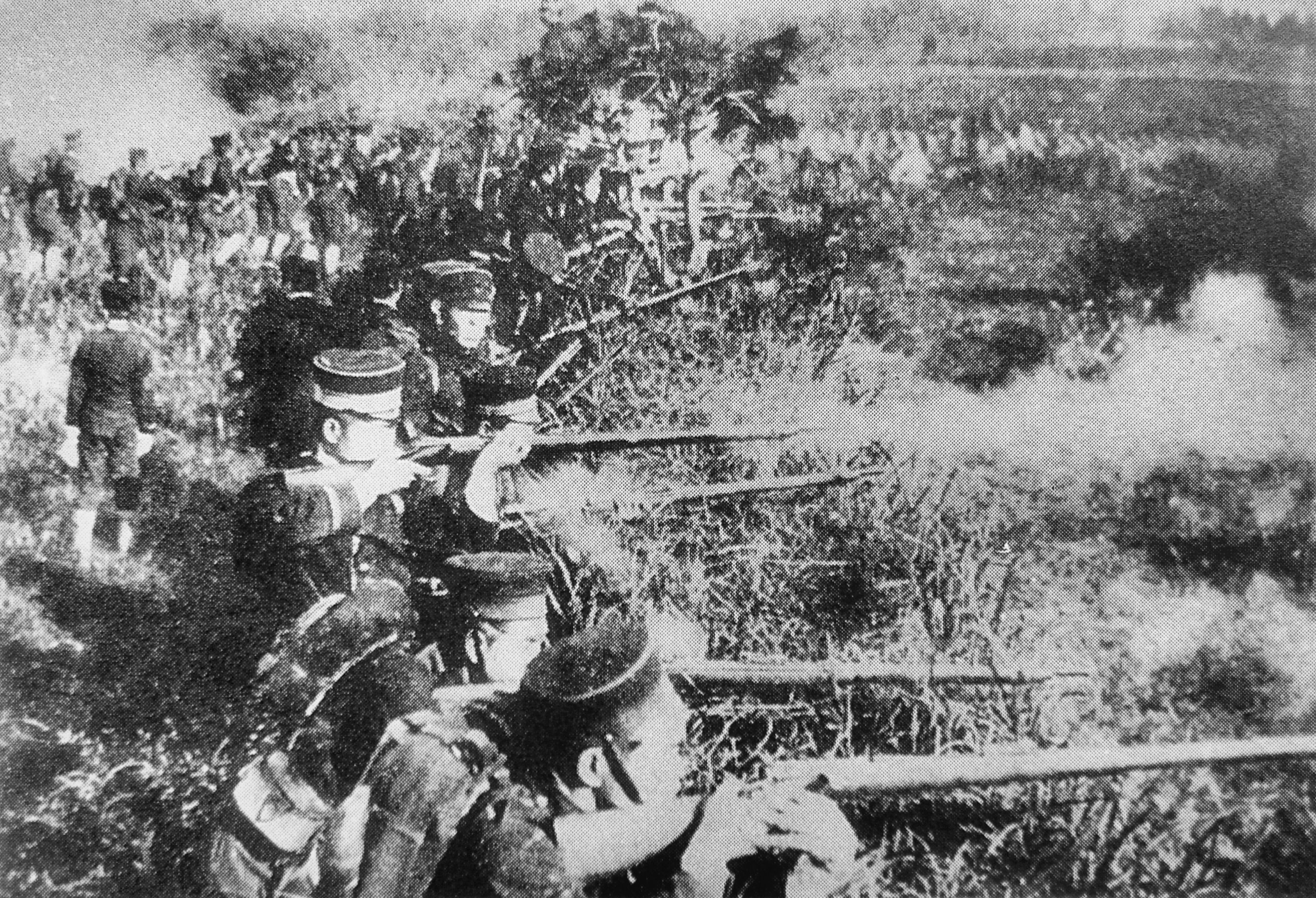
Soldados japoneses durante a Primeira Guerra Sino-Japonesa, equipados com fuzis Murata.

Os fuzis Murata Tipo 13 e 18 foram as armas de infantaria padrão do Exército Imperial Japonês durante a Primeira Guerra Sino-Japonesa (1894-1895) e o Tipo 22 no Levante dos Boxers. O Exército Imperial Japonês foi rápido em reconhecer que até mesmo o projeto da versão melhorada Tipo 22 do fuzil Murata apresentava muitos problemas e falhas técnicas. Seguindo a experiência de combate da Primeira Guerra Sino-Japonesa, foi tomada a decisão de substituí-lo pelo fuzil Arisaka Tipo 30, que havia sido projetado em 1898, e que também utilizava a mais moderna pólvora sem fumaça. O fuzil teve um bom desempenho em qualquer situação e terreno. No entanto, devido à produção insuficiente, muitas das unidades de infantaria de reserva enviadas para a linha de frente durante os últimos estágios da Guerra Russo-Japonesa de 1904-1905 continuaram a ser equipadas com o fuzil Murata Tipo 22. Os Tipo 22 também continuaram a ser usados nos primeiros estágios da Primeira Guerra Mundial, embora em números muito pequenos. Depois de 1918, o fuzil Murata foi retirado de serviço e muitos fuzis veteranos foram vendidos no mercado civil como armas de caça, capacidade em que ainda funcionam no século XXI.
Os revolucionários filipinos procuravam uma possível compra de armas e geralmente era proposto o fuzil Murata do Japão. Isto seria adquirido através do contrabando de armas sob um suposto empréstimo. Houve alguma indicação de que personalidades não identificadas foram presas sob suspeita de tentar adquiri-los do Japão.
Andrés Bonifacio e Mariano Ponce procuraram adquirir fuzis Murata através do silvicultor japonês Nakamura Yaroku para equipar o Katipunan a fim de igualar o poder de fogo usado pelas forças coloniais espanholas e americanas nas Filipinas. Os fuzis foram enviados do Japão com a aprovação de Kawakami Soroku no Nunobiki Maru. No entanto, o navio foi destruído por um tufão na costa de Taiwan.
Embora nunca tenham servido em combate durante a Segunda Guerra Mundial, muitos recrutas do Corpo de Combate Voluntário Japonês foram equipados com estas e muitas outras armas de fogo antiquadas.

## Variantes

### Fuzil Murata Tipo 13 (1880)
Primeiro modelo, tiro único, 11x60mmR

### Carabina Murata Tipo 16 (1883)
Derivada do Tipo 13, estruturalmente idêntico.

### Fuzil Tipo 18 (1885)
Mecanismos internos e ergonomia melhorados.

### Rifle de repetição Tipo 22 (1889)
Arma de repetição de menor calibre. Carregador tubular, capacidade para oito cartuchos.

### Carabina de repetição Tipo 22 (1889)
O carregador da carabina tem a capacidade de cinco cartuchos. Estruturalmente semelhante ao rifle Tipo 22.

### Modelos de "espingarda Murata" civis (vários)
Normalmente Tipo 13 e Tipo 18 retirados de serviço; comumente convertidos em espingardas de ação por ferrolho através da remoção de alças de baioneta e do estriamento. Uma coronha reduzida também era comum, embora alguns rifles Murata civis mantivessem as alças, cano estriado e coronha antiga.

## Operadores
- Império Coreano: O Japão importou 200 fuzis Murata Tipo 13 para Joseon para o 80 Pyŏlgigun.[13]
- Império do Japão[6]
- República da China: Alguns Tipo 13 usados por vários exércitos de senhores da guerra, especialmente o Exército Fengtian.[14]
- Manchukuo: Usado por unidades de segunda linha e forças policiais locais[15]
- Mengjiang: Usado por unidades de segunda linha e forças policiais locais
- Movimento Branco